# Gottlob-Frick-Medaille
Die Gottlob-Frick-Medaille wird jährlich seit 1998 von der Gottlob-Frick-Gesellschaft an Künstlerinnen und Künstler sowie Persönlichkeiten aus dem künstlerischen Bereich verliehen, und zwar in Erinnerung an den Bass Gottlob Frick. Geehrt werden damit Verdienste um das Andenken an große Sängerinnen und Sänger. 

## Träger der Medaille
- 1998: August Everding, Generalintendant
- 1999: Holger Wemhoff, Klassik-Radio
- 2000: Jürgen Kesting, Fachjournalist
- 2001: Freunde des Nationaltheaters München
- 2002:  Fridhardt Pascher, Ura Cant-Musikverlag
- 2003: Bayerischer Rundfunk
- 2003: Alexander von Schlippe, Musikredakteur
- 2004: Gerhart Asche, Musikredakteur
- 2004: Musikfachzeitschrift opernwelt
- 2005: Dieter Fuoß, Musikredakteur
- 2005: EMI Classics
- 2006: Gottfried Cervenka, Musikredakteur Ö1 und  Österreichischer Rundfunk (Ö1)
- 2007: Thomas Voigt
- 2008: Peter Dusek
- 2009: Ekkehard Pluta, Regisseur
- 2010: Christian Preiser, Preiser Records Wien und Jürgen Schmidt, Preiser Records Wien, posthum
- 2011: Auswahlsänger des Internationalen Opernstudios Zürich
- 2011: Gudrun Hartmann, IOS
- 2012: Sieglinde Pfabigan
- 2012: Der Neue Merker, Wien
- 2013: Irene Stenzel
- 2013: Opernclub München
- 2014: Gerd Uecker
- 2015: Südwestrundfunk, Reinhard Ermen
- 2016: Fono Forum
- 2017: Debut, Manfred Wittenstein
- 2018: Brigitte Stephan vom Europäischen KulturForum Mainau
- 2019: Otto Edelmann Society